# ارشا اقدسی
ارشا اقدسی (۱۴ اردیبهشت ۱۳۶۱ – ۱۳ مرداد ۱۴۰۰) بدل‌کار و هنرپیشه ایرانی بود. او در طول حرفهٔ خود در فیلم‌های گوناگونی ایفای نقش کرده‌بود. هم‌چنین بنیان‌گذار بدلکاران ۱۳ بود.

## زندگی‌نامه
ارشا اقدسی زادۀ ۱۴ اردیبهشت سال ۱۳۶۱ در تهران بود. اقدسی از دوران کودکی‌اش ورزش را دنبال می‌کرد و به دنبال فعالیت‌های ورزشی‌اش، ورزش رزمی آی کیدو را فرا گرفت و مربی آن شد. در سال ۱۳۸۴ به دنبال موفقیتش در کسب بورسیه تحصیلی در رشتهٔ تربیت بدنی، عازم ایتالیا بود که از طریق یک آگهی برای دوره‌های بدلکاری با پیمان ابدی آشنا و در ایران ماند و بدلکاری را ادامه داد، تا جایی که توانست سرمربی کلاس‌های بدلکاری پیمان ابدی و اولین مربی بانجی جامپینگ ایران و نیز اولین مربی تونل باد صبا در ایران شود. بعد چند سال ارشا اقدسی در ۱۳ بهمن ۱۳۸۵ گروه بدلکاران ۱۳ را تأسیس کرد و فعالیت‌های خود را با گروهش در ایران و عرصه بین‌الملل ادامه داد. او سپس برای برگزاری مسابقه آب و آتش، مجری شبکه نسیم شد.
اولین تجربهٔ فیلم‌سازی اقدسی، فیلم کوتاهی بود با عنوان جمشید آریا که برای تجلیل بازیگر اکشن ایرانی جمشید هاشم‌پور با حضور قهرمانانی همچون یوسف کرمی، احسان روزبهانی و حامد پورطالب در یک روز ساخته شده و در جشن حافظ به نمایش درآمد. همچنین فیلم او در جشنواره بین‌المللی فیلم جیپور دیپلم افتخار گرفت. ‏ اقدسی روز چهارشنبه ششم مرداد ماه ۱۴۰۰ در جریان همکاری با یک پروژه سینمایی در بیروت و به هنگام ضبط صحنه‌ای مربوط به چپ کردن ماشین، دچار حادثه‌ای سنگین شد که به دنبال آن، او را به بیمارستانی در بیروت منتقل کردند.

## درگذشت

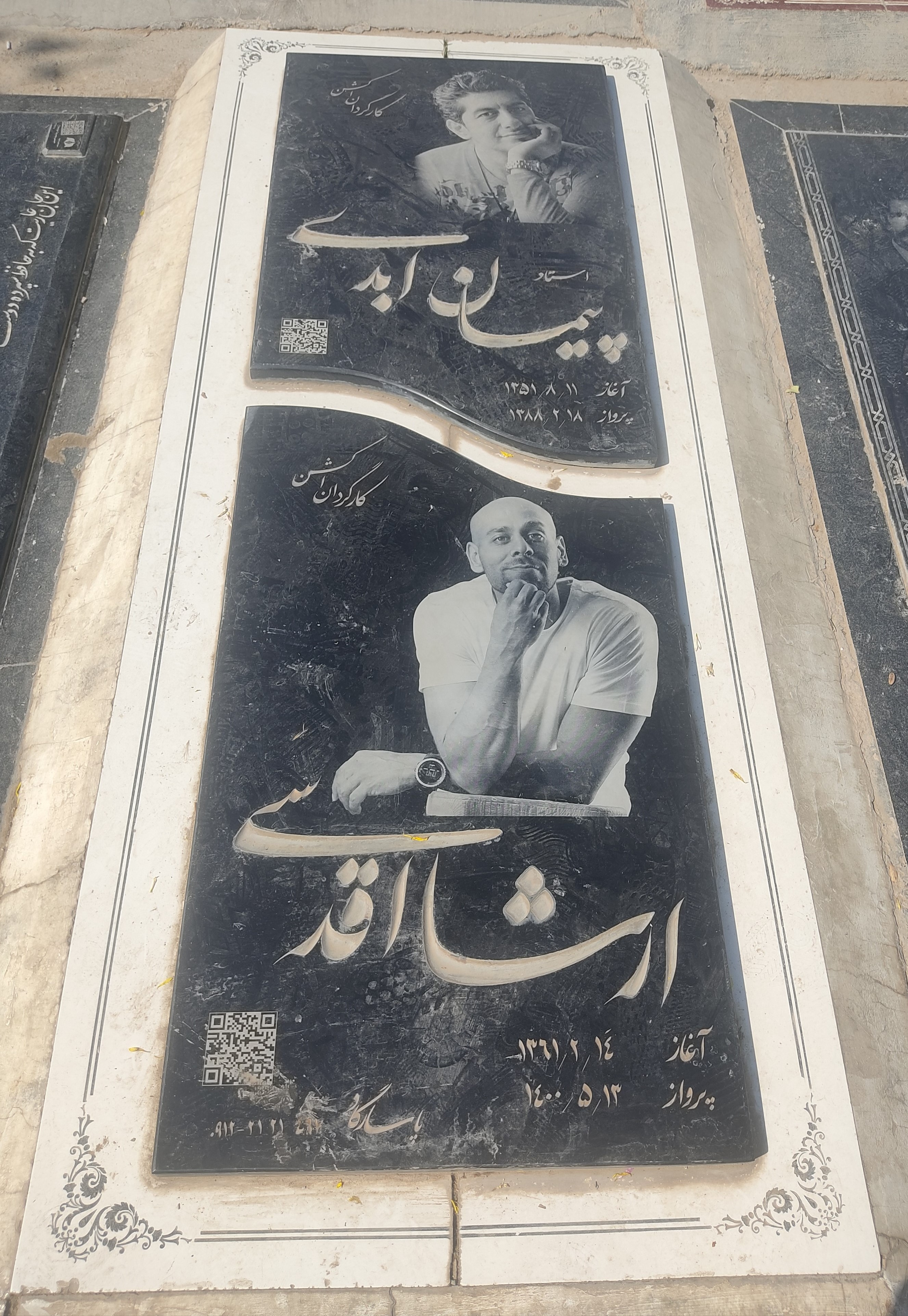
قبر ارشا اقدسی در قطعه هنرمندان بهشت زهرا

ارشا اقدسی روز چهارشنبه، ششم مرداد ماه ۱۴۰۰، در جریان همکاری با یک پروژه سینمایی در بیروت و به هنگام ضبط صحنه‌ای مربوط به چپ‌کردن ماشین، به علت اشکال فنی و محاسباتی از لحاظ ایمنی و گارد کشی غیر استاندارد چارچوب و ستون خودرو در عملیات بدلکاری دچار حادثه‌ای سنگین شد که به دنبال آن، او را به بیمارستانی در بیروت، لبنان، منتقل کردند. وی در ۱۳ مرداد ۱۴۰۰ در بیروت درگذشت. با رضایت مادر وی اعضای بدن ارشا اقدسی جهت پیوند به بیماران نیازمند اهدا گردید. پیکر او، ساعت ۱۰ صبح روز جمعه، ۲۲ مرداد، در قطعه هنرمندان بهشت زهرا و در کنار آرامگاه پیمان ابدی، دیگر بدلکار سرشناس و استادش که او هم بر اثر حادثه در صحنه فیلمبرداری درگذشت، به خاک سپرده شد.

## سوابق ورزشی
او در ورزش‌های هم‌چون کاراته، سابقهٔ مربی‌گری در رشتهٔ رزمی آیکیدو، و نیز سوارکاری، کمانگیری روی اسب، چتربازی، سقوط آزاد، بیس جامپینگ، کار با طناب، پارکور و ورزش‌های رزمی سینمایی فعالیت داشت.

## فیلم‌شناسی

### مجموعه‌های ایرانی
| شماره | نام مجموعه          | کارگردان           | سال انتشار |
| ----- | ------------------- | ------------------ | ---------- |
| ۱     | نشانی               | رامبد جوان         | نوروز ۱۳۸۷ |
| ۲     | روزهای زیبا         | جواد افشار         | ۱۳۸۷       |
| ۳     | اشک‌ها و لبخندها     | حسن فتحی           | نوروز ۱۳۸۸ |
| ۴     | عملیات ۱۲۵(سری ۲)   | محمدرضا آهنج       | ۱۳۸۸       |
| ۵     | ساخت ایران؛ فصل اول | محمدحسین لطیفی     | ۱۳۹۰       |
| ۶     | سقوط آزاد           | علیرضا امینی       | ۱۳۹۰       |
| ۷     | شیدایی              | محمدمهدی عسگرپور   | ۱۳۹۰       |
| ۸     | قلب یخی؛ فصل سوم    | سامان مقدم         | ۱۳۹۱       |
| ۹     | رالی ایرانی         | آرش معیریان        | ۱۳۹۱       |
| ۱۰    | مسیر انحرافی        | بهرنگ توفیقی       | ۱۳۹۱       |
| ۱۱    | شوق پرواز           | یدالله صمدی        | ۱۳۹۰       |
| ۱۲    | هوش سیاه ۲          | مسعود آب‌پرور       | ۱۳۹۲       |
| ۱۳    | آب‌پریا              | مرضیه برومند       | نوروز ۱۳۹۲ |
| ۱۴    | بیمار استاندارد     | سعید آقاخانی       | نوروز ۱۳۹۵ |
| ۱۵    | شهرزاد              | حسن فتحی           | ۱۳۹۴       |
| ۱۶    | کارآگاهان           | حمید لبخنده        | ۱۳۸۷       |
| ۱۷    | ماه تی تی (لغو شده) | داوود میرباقری     | ۱۳۹۵       |
| ۱۸    | جوان زی             | رامبد جوان         | ۱۳۹۵       |
| ۱۹    | حوالی پاییز         | حسین نمازی         | ۱۳۹۷       |
| ۲۰    | پایتخت (فصل ششم)    | سیروس مقدم         | ۱۳۹۸       |
| ۲۱    | مشکل داره           | امیر پورکیان       | ۱۳۹۹       |
| ۲۲    | میدان سرخ           | ابراهیم ابراهیمیان | ۱۴۰۰       |

### فیلم سینمایی ایرانی
| شماره | نام فیلم            | کارگردان         | سال ساخت |
| ----- | ------------------- | ---------------- | -------- |
| ۱     | پسر تهرانی          | کاظم راست گفتار  | ۱۳۸۷     |
| ۲     | خیابان بیست و چهارم | سعید اسدی        | ۱۳۸۷     |
| ۳     | پسر آدم دختر حوا    | رامبد جوان       | ۱۳۸۷     |
| ۴     | زندگی با چشمان بسته | رسول صدر عاملی   | ۱۳۸۷     |
| ۵     | باغ قرمز            | امیر سمواتی      | ۱۳۸۸     |
| ۶     | شیر و شکار          | فرزین مهدی پور   | ۱۳۸۸     |
| ۷     | طبقه سوم            | بیژن میرباقری    | ۱۳۸۸     |
| ۸     | کیفر                | حسن فتحی         | ۱۳۸۸     |
| ۹     | دختر شاه پریون      | کامران قدکچیان   | ۱۳۸۹     |
| ۱۰    | انتهای خیابان هشتم  | علیرضا امینی     | ۱۳۸۹     |
| ۱۱    | جرم                 | مسعود کیمیایی    | ۱۳۸۹     |
| ۱۲    | اخلاقتو خوب کن      | مسعود اطیابی     | ۱۳۹۰     |
| ۱۳    | راه آبی ابریشم      | محمد بزرگ نیا    | ۱۳۹۰     |
| ۱۴    | پله آخر             | علی مصفا         | ۱۳۹۰     |
| ۱۵    | گشت ارشاد           | سعید سهیلی       | ۱۳۹۰     |
| ۱۶    | چارسو               | فرهاد نجفی       | ۱۳۹۰     |
| ۱۷    | سلام بر فرشتگان     | فرزاد اژدری      | ۱۳۹۰     |
| ۱۸    | عملیات مهدکودک      | فرزاد اژدری      | ۱۳۹۱     |
| ۱۹    | خاک و مرجان         | مسعود اطیابی     | ۱۳۹۱     |
| ۲۰    | حوض نقاشی           | مازیار میری      | ۱۳۹۱     |
| ۲۱    | به خاطر پونه        | هاتف علیمردانی   | ۱۳۹۱     |
| ۲۲    | سیزده               | هومن سیدی        | ۱۳۹۲     |
| ۲۳    | مردن به وقت شهریور  | هاتف علیمردانی   | ۱۳۹۲     |
| ۲۴    | خط ویژه             | مصطفی کیایی      | ۱۳۹۲     |
| ۲۵    | آرایش غلیظ          | حمید نعمت‌الله    | ۱۳۹۲     |
| ۲۶    | متروپل              | مسعود کیمیایی    | ۱۳۹۲     |
| ۲۷    | خواب زده‌ها          | فریدون جیرانی    | ۱۳۹۳     |
| ۲۸    | شهر موش‌ها ۲         | مرضیه برومند     | ۱۳۹۳     |
| ۲۹    | رخ دیوانه           | ابوالحسن داوودی  | ۱۳۹۳     |
| ۳۰    | عصر یخبندان         | مصطفی کیایی      | ۱۳۹۳     |
| ۳۱    | دیوانه              | عبدالحسین داوودی | ۱۳۹۳     |
| ۳۲    | پنجاه کیلو آلبالو   | مانی حقیقی       | ۱۳۹۴     |
| ۳۳    | نگار                | رامبد جوان       | ۱۳۹۴     |
| ۳۴    | بارکد               | مصطفی کیایی      | ۱۳۹۴     |
| ۳۵    | امکان مینا          | کمال تبریزی      | ۱۳۹۴     |
| ۳۶    | نیمه شب اتفاق افتاد | تینا پاکروان     | ۱۳۹۴     |
| ۳۷    | جنجال در عروسی      | رضا خطیبی        | ۱۳۹۴     |
| ۳۸    | عالیجناب            | سام قریبیان      | ۱۳۹۴     |
| ۳۹    | رگ خواب             | حمید نعمت‌الله    | ۱۳۹۵     |
| ۴۰    | گشت ارشاد ۲         | سعید سهیلی       | ۱۳۹۵     |
| ۴۱    | ایستگاه اتمسفر      | مهدی جعفری       | ۱۳۹۵     |
| ۴۲    | هجوم                | شهرام مکری       | ۱۳۹۶     |
| ۴۳    | هزارپا (فیلم)       | ابوالحسن داوودی  | ۱۳۹۷     |
| ۴۴    | قانون مورفی (فیلم)  | رامبد جوان       | ۱۳۹۷     |

### فیلم کوتاه
| شماره | نام فیلم                 | کارگردان               | سال ساخت |
| ----- | ------------------------ | ---------------------- | -------- |
| ۱     | شانس فقط یک بار در می‌زند | صدف احمدی              | ۱۳۸۷     |
| ۲     | به سلامتی خانم‌ها         | مرتضی علی عباس میرزایی | ۱۳۸۹     |

### تله فیلم
| شماره | نام تله فیلم         | کارگردان          | سال ساخت |
| ----- | -------------------- | ----------------- | -------- |
| ۱     | پرواز یک رؤیا        | فرهاد علیزاده آهی | ۱۳۸۷     |
| ۲     | تجلی یک رؤیا         | فرهاد علیزاده آهی | ۱۳۸۷     |
| ۳     | حلقه گمشده           | محسن تکاور        | ۱۳۸۷     |
| ۴     | دماغ                 | فرزاد مؤتمن       | ۱۳۸۷     |
| ۵     | عملیات پایتخت        | محمدرضا آهنج      | ۱۳۸۷     |
| ۶     | قاطینگا و پاطینگا    | سید وحید حسینی    | ۱۳۸۸     |
| ۷     | سقوط                 | علی حلوی          | ۱۳۸۸     |
| ۸     | کبری ۰۰۱۱            | مهدی مظلومی       | ۱۳۸۸     |
| ۹     | اتوبوس               | محمد مهدی عسگرپور | ۱۳۸۸     |
| ۱۰    | شکار                 | سعید سالارزهی     | ۱۳۸۹     |
| ۱۱    | جمعه داغ             | احمد دیری         | ۱۳۸۹     |
| ۱۲    | تا افطار چیزی نمانده | حامد حسینی        | ۱۳۸۹     |
| ۱۳    | صبح تنهایی           | حسین تبریزی       | ۱۳۸۹     |
| ۱۴    | تصادف ممنوع          | حجت ذیجودی        | ۱۳۸۹     |
| ۱۵    | بومرنگ               | اسماعیل فلاح‌پور   | ۱۳۸۹     |
| ۱۶    | حباب                 | کریم سربخش        | ۱۳۹۱     |
| ۱۷    | تباهی                | حجت قاسم‌زاده اصل  | ۱۳۹۳     |

### فیلم خارجی
| شماره | نام فیلم          | کارگردان        | سال ساخت | کشور ساخت            |
| ----- | ----------------- | --------------- | -------- | -------------------- |
| ۱     | شکارچی The Hunter | رفیع پیتز       | ۲۰۱۰     | ایران، آلمان         |
| ۲     | اسکای‌فال          | سام مندس        | ۲۰۱۲     | ایالت بریتانیای کبیر |
| ۳     | Kaos örümcek ağı  | Cem Gul         | ۲۰۱۲     | ترکیه                |
| ۴     | مرگ روشنایی       | پل اشریدر       | ۲۰۱۴     | ایالت متحده آمریکا   |
| ۵     | بنگ بنگ           | Siddharth Anand | ۲۰۱۴     | هند                  |
| ۶     | کونگ فو یوگا      | Stanley Tong    | ۲۰۱۷     | چین، هند             |

### تئاتر
| شماره | نام تئاتر                                       | کارگردان                | سال ساخت |
| ----- | ----------------------------------------------- | ----------------------- | -------- |
| ۱     | کمدی مرگ                                        | محسن میرزاخانی          | ۱۳۸۷     |
| ۲     | آکواریوم هوا                                    | یاسر خاسب، علی اصغری    | ۱۳۸۸     |
| ۳     | متولد ۱۳۶۱                                      | پیام دهکردی             | ۱۳۸۹     |
| ۴     | سومین شنبهٔ هفته که به اشتباه به اون می‌گن دوشنبه | رکسانا بهرام، حسن برزگر | ۱۳۹۱     |
| ۵     | قحطی نور                                        | امین حیایی              | ۱۳۹۱     |
| ۶     | ویستک                                           | رضا ثروتی               | ۱۳۹۱     |
| ۷     | خواهران به وقت خیزران                           | حسین پارسایی            | ۱۳۹۲     |
| ۸     | ادیپوس                                          | امین اصلانی             | ۱۳۹۲     |
| ۹     | سارا و آیدا                                     | مازیار میری             | ۱۳۹۵     |

### مانورها
| شماره | نام مانور                      | سال ساخت |
| ----- | ------------------------------ | -------- |
| ۱     | مانور بین‌المللی امداد و نجات   | ۱۳۸۹     |
| ۲     | مانور امداد و آتش‌نشانی         | ۱۳۸۹     |
| ۳     | مانور هوایی هلال احمر اردیبهشت | ۱۳۹۰     |

### متفرقه
| شماره | نام                                                    | سال ساخت |
| ----- | ------------------------------------------------------ | -------- |
| ۱     | این یک پیامک آموزشی                                    | ۱۳۸۷     |
| ۲     | فستیوال زمستانه همدان                                  | ۱۳۸۸     |
| ۳     | جشنواره کیش                                            |          |
| ۴     | موزیک ویدئو سرزده (سمیر زند)                           | ۱۳۹۲     |
| ۵     | چهارمین فسیتوال بازی‌های رایانه‌ای                       | ۱۳۹۳     |
| ۶     | موزیک ویدئو قاف گمشده (سمیر زند)                       | ۱۳۹۵     |
| ۷     | کنسرت فرزاد فرزین                                      | ۱۳۹۵     |
| ۸     | مسابقه لباهنگِ خندوانه                                  | ۱۳۹۵     |
| ۹     | جشنوارهٔ شوالیه ها/ صربستان (حضور بعنوان شوالیه ایرانی) | ۱۳۹۵     |
| ۱۰    | شب‌های مافیا (پخش شده از شبکه خانگی فیلیمو)             | ۱۴۰۰     |
| ۱۱    | برنامه شب آهنگی                                        | ۱۴۰۰     |